# Новая Тёпловка
Новая Тёпловка — село в Бузулукском районе Оренбургской области. Административный центр сельского поселения Новотёпловский сельсовет.

## География
Находится на расстоянии примерно 21 километр по прямой на восток-северо-восток от города Бузулук.

## История
Село основано в 1762—1764 годах русскими из Курской губернии и позже мордвой — эрзя. Сначала они осели в Старой Тёпловке, потом часть переселенцев перешли на новое место. Название село взяло от одноимённой речки. В 1901 году в селе было 351 дворов с населением 2401 чел. В годы голода 1921—1922 гг. более половины жителей села вымерло. В советское время работали колхозы «Победа», «Якстеретеште» (Красная звезда) и им. Суворова (ныне ООО «Новотёпловское»).
- Клуб
- Школа и мемориал войнам ВОВ

## Население
Население составляло 392 человека в 2002 году (47 % русские), 336 по переписи 2010 года.